# Kajs Tidholm
Kajs Maria Tidholm, under en tid Tidholm-Molander, född 18 juli 1920 i Örebro, död 2 januari 2005 i Huddinge, var en svensk journalist och författare.
Hon var dotter till Gregor Tidholm och Kate Amalia Dickson och gift första gången 1940 med journalistkollegan Gunnar Åslund (1912–2002). Andra äktenskapet varade 1948–1961 med banktjänstemannen Sven-Erik Molander (1916–1991).
Tidholm anställdes 1938 som sommarvikarie på Nerikes Allehanda i Örebro, där hon fortsatte arbeta, bland annat som kriminalreporter, till 1950 då hon flyttade till Stockholm. Där fick hon först anställning på Stockholms-Tidningen, sedan på Morgonbladet och på Expressen. Hon var även en period redaktör för tidskriften Husmodern innan hon började som frilansskribent 1957. Tidholm var en drivande kraft vid bildandet av Frilansklubben inom Journalistförbundet 1969.